# Castello di Dymokury
Il castello di Dymokury (in ceco Zámek Dymokury) si trova nella città omonima del Distretto di Nymburk nella Boemia Centrale della Repubblica Ceca. La sua storia inizia nel XVI secolo.

## Storia

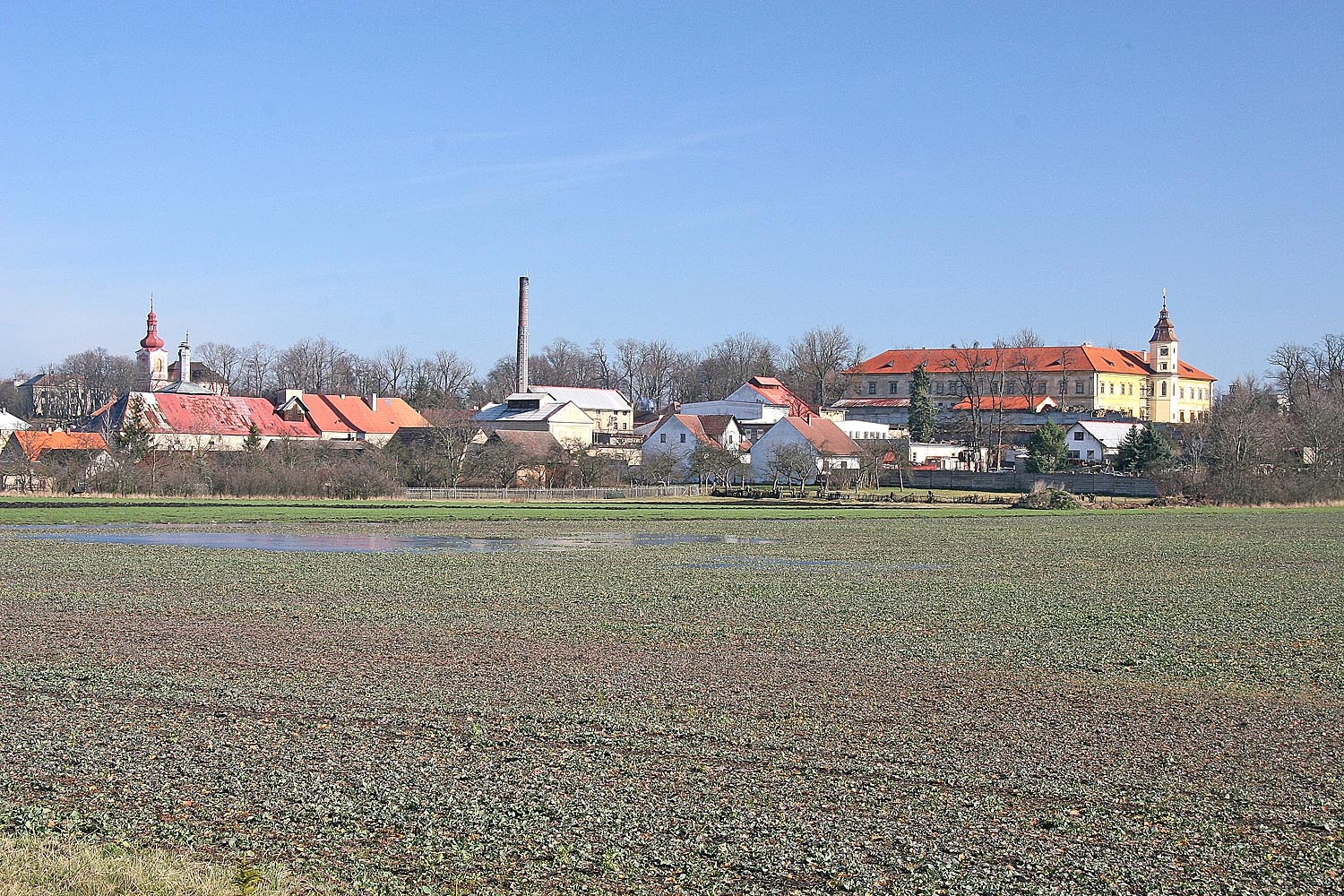
Panorama del villaggio di Dymokury. Alla destra il castello

La prima menzione scritta del villaggio di Dymokur risale al 1249 mentre il castello barocco fu costruito nel 1572 sul sito di una preesistente fortezza appartenuta al conte William Lambboy. L'edificio in origine fu modesto con un solo piano e fu ampliato intorno al 1688 da Ludvík Colloredo di Wallsee che fece aggiundgere anche due ali. La figlia Marie Antonie fece ricostruire la cappella del castello intorno al 1723. Il castello fu restaurato nelle forme barocche che ci sono perventute da Josef Colloreda-Wallsee. Nel 1788 fonti storiche menzionano nelle sue pertinenze una segheria con frantoio, una cantina, una biblioteca con mille volumi e numerose abitazioni. I Colloreda controllarono la tenuta fino al 1815, quando la vedova di Josef Colloreda-Wallsee sposò il conte Bedřich di Cavriani. La loro figlia Rosina mantenne la proprietà dal 1816 al 1833, quando sposò Otakar, conte Czernin di Chudenice. Nel 1948 lo Stato espropriò il castello che venne utilizzato dalle forze armate dall'esercito e fu restituito alla famiglia Czernín nel 1990.

## Descrizione
Il castello si trova nel villaggio di Dymokury nella Boemia Centrale, Repubblica Ceca. L'edificio è una grande struttura barocca con cappella gentilizia e una importante fontana di valore artistico ed è la sede storica della famiglia Czernín. Oltre all'edificio principale a tre ali l'area comprende anche una serie di moderni edifici operativi. Il parco del castello si trova nella parte sud-orientale del villaggio. L'edificio del castello è adiacente all'ex birrificio. Dell'originario vasto parco si è conservata una parte più grande con fontana, a sud del castello, e una parte più piccola sul lato nord lungo la strada di accesso dalla chiesa con la tomba ddi famiglia degli Czernin. Del recinto originario si sono conservati un muro di terrazzamento in mattoni a ovest dell'area. La recinzione è stata sostituita in tempi moderni da un muro di cemento.

### Monumento culturale della Repubblica Ceca
La tutela dei monumenti della Repubblica Ceca considera il castello di Dymokury un monumento culturale tutelato col numero di catalogo 1000139587.